# Степанов, Виктор Иванович (педагог)
Виктор Иванович Степанов (р. 3 января 1956, с. Белое,, Троицкий район, Алтайский край, РСФСР, СССР) — ректор Алтайского экономико-юридического института с 1995 года по настоящее время (2018 год), кандидат педагогических наук, профессор негосударственной Российской Академии Естествознания, член-корреспондент МКА, почётный работник высшего профессионального образования Российской Федерации.
Отец: Степанов Иван Яковлевич, участник трудового фронта Великой Отечественной войны, после войны работал механизатором. Мать: Степанова Анна Анатольевна, работала на разных работах.
Окончил Беловскую восьмилетнюю школу № 1  в с. Белое и Троицкую среднюю школу № 1 в поселке городского типа Троицкое, Троицкого района Алтайского края. Был награжден Похвальной Грамотой Министерства просвещения РСФСР "За особые успехи в изучении истории и обществоведения"..
После окончания Троицкой средней школы № 1 работал старшим пионерским вожатым и учителем истории Петровском восьмилетней, а после ее преобразования, средней школы. 
Виктор Иванович Степанов окончил в 1981 году исторический факультет АГУ. С 1981 по 1986 годы работал в Центре профориентации Главного управления Алтайского края по строительству, с 1986 по 1993 годы работал в Алтайской краевой организации Общества "Знание" РСФСР, в 1993 стал руководителем Алтайского подразделения (на правах отдела) Томского высшего экономико-юридического колледжа, в 1995 назначен учредителями ректором Алтайского экономико-юридического института.
В 1994 году им организован первый в России негосударственный научно-образовательный комплекс на базе школ №14, 25 и 112 г. Барнаула.
В 1995 году был кандидатом в депутаты Государственной думы II созыва от Общероссийского общественно-политического движения "Образование-будущее России" по г. Барнаульскому избирательному округу № 34. Избран не был.
В 1996 году защитил диссертацию на соискание ученой степени кандидата педагогических наук на тему: "Теоретико-методологические и организационно-педагогические основания негосударственного образовательного учреждения" и стал кандидатом педагогических наук.
В.И. Степанов является автором и соавтором 242 научных работ, 5 монографий, учебника, 5 учебных и учебно-методических пособий, 3 с грифом УМО, используемых в педагогической практике. В базе РИНЦ имеется более 60 публикаций, 4 публикации, входящих в ядро РИНЦ, 3 статьи в зарубежных журналах, 39 ВАКовских статей, 2 статьи Scopus. Текущее значение индекса Хирша = 8. 
В.И. Степанов является членом Исполнительного комитета Попечительского совета Российской ассоциации негосударственных образовательных учреждений, сопредседателем Общероссийского общественного движения "Образование - будущее России", председателем его Алтайского отделения; принимал участие в Парламентских слушаниях, посвященных вопросам реформирования образования, работе первой сессии Российского образовательного парламента, разработке Национальной Доктрины развития образования.

## Награды
- Медаль К. Д. Ушинского (16 июля 2008 года) — за значительные успехи в деле подготовки высококвалифицированных специалистов, большой вклад в организацию учебного и воспитательного процесса. достижения в научно-педагогической и научно-исследовательской работе и многолетний плодотворный труд[источник не указан 155 дней]
- Почётный работник высшего профессионального образования Российской Федерации (2 февраля 2006 года) — за значительные успех в деле подготовки высококвалифицированных специалистов, организации и совершенствования учебного и воспитательного процессов, разработку учебной и методической литературы и многолетний труд